# 米田義三
米田 義三（よねだ よしぞう、1932年または1933年 - 2021年 <令和3年> 6月2日） は、日本の政治家、警察官。自由民主党所属。石川県議会議員、石川県議会議長、全国都道府県議会議長会長、金沢中警察署長を歴任。位階は従五位。旭日小綬章受章。

## 来歴
金沢菫台高等学校 (現・石川県立金沢商業高等学校) 卒業。金沢中警察署長を経て石川県議会議員。2000年12月から2002年3月まで石川県監査委員。2003年4月 石川県議会議員選挙金沢市選挙区 (定数17) で11位再選。県議会議長となり、2005年4月から同年7月まで全国都道府県議会議長会長。2007年4月 県議会選同選挙区 (定数17) で14位再選。
政界引退後、兼六福祉会理事。2011年秋の叙勲で旭日小綬章を受章。2021年6月死去。死没日付をもって従五位に叙された。